# هيزل هاتشينز ويلسون
هيزل هاتشينز ويلسون (بالإنجليزية: Hazel Hutchins Wilson)‏ هي كاتِبة وكاتبة للأطفال وأمينة مكتبة أمريكية، ولدت في 8 أبريل 1898 في بورتلاند في الولايات المتحدة، وتوفيت في 20 أغسطس 1992 في بيثيسدا في الولايات المتحدة.